# 東日本大震災関連の犯罪・問題行為
東日本大震災関連の犯罪・問題行為（ひがしにほんだいしんさいかんれんのはんざい・もんだいこうい）では、2011年（平成23年）3月11日に発生した東北地方太平洋沖地震（東日本大震災）およびそれによって引き起こされた福島第一原子力発電所事故によって環境・情勢などが変化したことで起きた、主な犯罪や問題行為、人災（第二の災害）について述べる。

## 概要
東北地方太平洋沖地震の発生以降、地震・原発事故に影響された、もしくは便乗した犯罪・問題行為が発生している。
- 被災地で発生する犯罪の種類としては、「災害の混乱時に発生する犯罪（金品を狙う火事場泥棒、暴力行為、性犯罪など）」や、「食料不足などの要因から、生存手段として止むを得ず行われる犯罪」[1][2]などがある。
- 警視庁・警察庁・消費者庁（国民生活センター）などでは、ウェブサイトや報道を通じて防犯の注意を呼びかけている。また、内閣官房震災ボランティア連携室のサイト「助けあいジャパン」[3]を通じて、確実な情報を発信している。

### 日本国外メディアにおける報道
日本国外メディアによる地震直後の状況についての報道には、主に「秩序が保たれている」と好意的に報じたものが多かった。
- 中国のテレビ局・中央電視台 - 「秩序があって混乱は全く見当たらない」[4]。
- 台湾の新聞・『中国時報』 - 「（米ニューヨーク大停電やハリケーン・カトリーナのような）商店略奪も起きず、すべてに秩序が保たれている」[5]。
- 米メディアの記者 - 「それ以外の国（2004年のスマトラ島沖地震や、2010年のチリ地震、2005年のハリケーン・カトリーナ）と比較して、日本人は震災に対し冷静に判断し、犯罪自体は少ない」[6]。
- 米CNNのコメンテーター・ジャック・カファティ - 「なぜ震災下の日本で、略奪が起きないのか」をテーマに、自身の番組で視聴者に問いかけた[6]。
- アルゼンチンの新聞『ラ・ナシオン（電子版）』 - 略奪が起きない日本を称賛[7]。

一方、アメリカの新聞『ウォールストリート・ジャーナル』では、「被災地の極端な物不足により生存手段として、やむなく略奪行為を行ったり、その行為を黙認したりしている」との報道があった。

## 関係各所が注意喚起する悪質商法・詐欺
地震発生日の3月11日以降、被災地・その周辺地域において、震災後に増える傾向の「点検商法（電気・屋根など）」「騙り商法」といった悪質商法や、「募金詐欺・義捐金詐欺」などが発生。不審情報の事例や相談が、関係各所に寄せられている。
これを受け、警視庁や国民生活センターでは、注意を呼びかけている。国民生活センターは3月27日に、「震災に関連する悪質商法110番」を開設した（主に東北3県における消費者トラブルに対応）。
3月23日には、訪問・電話だけでなく、ダイレクトメール（加入していない「災害見舞制度」の更新通知）による詐欺の存在も千葉県で確認、報道された。
福島県川俣町が除染活動に当たる作業員に対し、個人情報を福島県警察に提供することに同意するよう求めていることが、2013年までに明らかになっている。同町は、作業員を装った空き巣が相次いでいることで、その対策であると説明しているが、専門家からは「行き過ぎだ」との声が強い。
2011年6月、売り上げの5％を「東北に寄付する」という虚偽チャリティーの広告で、インターネット上で偽ブランド品を販売していた中国籍の男が逮捕された。

## 犯罪

### 被災地で発生している犯罪

#### 窃盗
被災地では、（住民が避難したことによる）留守宅への「空き巣」や、休業中の商店・金融機関に侵入する「店舗荒らし」「自販機荒らし」のほかまた他所からやってきた「偽ボランティア」による窃盗行為もあった。
宮城県警察は3月30日、地震発生から26日までの県内の窃盗被害総額が、約1億円（その内、現金被害は約7500万円）に上ったと発表した（気仙沼信用金庫・松岩支店の金庫からの盗難、約4000万円を含む）。逮捕者数は7人、合わせて40人が検挙された。ATMの窃盗被害は宮城県内で2011年7月までに22件発生し、被害総額は約1億8千万円となっている。福島第一原発事故の警戒区域内のコンビニ27店のうち、25店がATM破りの被害を受けている。
こうした窃盗被害を防ぐため、以下のような対策が講じられている。
- 宮城県石巻市 - 個人店・企業・金融機関へのバリケードや警備の強化、警察によるパトロールの強化[24]。
- 宮城県仙台市 - コンビニエンスストアや電器店では、店内が見えないよう、ガラス窓に新聞紙などを貼って防犯[25][26]。
- 岩手県陸前高田市 - 窃盗事件を未然に防ぐ為に被災地に残る金庫を回収して、大船渡警察署で保管[27]。

燃料不足に乗じてガソリンを窃盗する事件も発生しているが、運搬の滞りや避難生活の長期化による食料・燃料不足から、状況的に「やむを得ず」「仕方なく」と犯行に至るケースもあった。
2011年3月14日には、練馬駐屯地から福島県の郡山駐屯地に派遣されていた陸上自衛隊三等陸曹が駐屯地から盗んだトラックで逃亡し、さらには逃走中に乗り換えるために民間車両も盗難した事例も発生している。
2011年4月、陸前高田市でがれきの中にあった電柱から変圧器を横領したとして中国人の男2人が逮捕された。
そんな中、4月9日には、岩手・宮城両県のトータルで数千万円に上る（津波で流出した）現金が、拾得物として沿岸部の各警察署に届けられていることも判明。また、5月20日の時点では、宮城県内で県警に届けられた金庫は2000個に及ぶという報道があった。
津波で被災した岩手県宮古市内のホテル・たろう観光ホテルは、津波の様子をDVDに映像で記録し保管していたが、そのDVDが2012年秋になって盗難に遭っていたことが判明している。
2014年4月、原発避難指示解除準備区域の南相馬市で、住宅のエアコン室外機を盗もうとした中国人2人が住民に見つかり、逮捕されている　
2014年4月20日の三陸鉄道全線運行再開時に、AKB48のメンバー3人（渡辺麻友・相笠萌・田野優花）が同社南リアス線に乗車し、支援目的でホタテガイの貝殻を用いた絵馬を恋し浜駅に寄贈した。ところがその後同年5月23日に、同駅待合室からこれらの絵馬が全て無くなっており、地元警察は盗難に遭ったものとみて捜査を行っている。
2016年になって宮城県内において、災害公営住宅への転居が進むなどして不要となった仮設住宅の解体現場から給湯器が盗まれるケースが相次いでいる。部品として用いられている銅などの金属の売買が目当てと見られている。
2023年には福島県内にて、環境庁から受注された大手ゼネコンの下請け業者の作業員が解体工事の際に放射能濃度を測定していない鉄などを無断で持ち出し、売却したとして窃盗の容疑で逮捕された。環境庁によると、買い取った業者は低線量と確認して引き取っていて放射性物質が拡散した可能性は低いとのこと。また、大熊町・双葉町にまたがる中間貯蔵施設の敷地内にある解体予定のホームセンター内から、商品の自転車の無断持ち出しや、空調設備の配管の盗難などが発生していることも明らかになった。
2024年には、帰還困難区域内の酒造店で、酒類が多数盗難に遭っていることが、SNSに投稿されている。

#### 詐欺
被災者の家族などを装い、「預金通帳が津波で流失した」と偽って金融機関に再発行させ、その通帳を騙し取る事件も発生した。

#### ヤミ金
6月には、無登録の「ヤミ金」業者による出資法の制限を超える金利での貸し付けが、被災地で横行していることが明らかになった。

#### 暴力事件
避難所では被災者のストレスが高まってきており、些細なことから喧嘩や事件に進展することもあった。
- 3月29日には、被災者の一人である理容師の男性が避難所内で包丁を振り回したため、銃刀法違反で現行犯逮捕された[46]。
- 警視庁は3月31日、「警視庁きずな隊」の派遣を開始した。避難所で女性警察官などが被災者の相談に乗り、トラブル防止にもあたる[47]。

#### 性犯罪事件
災害時の性犯罪についても、阪神・淡路大震災の頃から問題提起されるようになっている。東日本大震災に関しては、2013年から2018年の5年間に無料電話相談「よりそいホットライン」の女性専用ラインに寄せられた約36万件の相談について、被災地からの相談の5割以上が性暴力被害に関する内容だったという。
- 岩手県盛岡市にて、4月7日深夜の余震で停電になったことに乗じて住居に侵入し、女性を強姦したとして翌日に容疑者が逮捕された[49]。
- 福島市では震災の復旧作業に来ていた男が路上で少女に暴行を加え、両ひざなどに軽傷を負わせたとして福島地裁に起訴された[50]。

#### 自衛隊
- 原発が怖くなり、トラックを窃盗した上で逃走した自衛隊員が懲戒免職となっている[51]。
- 陸上自衛隊第1空挺団の男性陸曹長が、2011年5月27日に福島県南相馬市に派遣された際、同僚隊員が回収した遺留品の現金を盗んだとして、警務隊が窃盗容疑で摘発した。自衛隊は家族への配慮などを理由に陸曹長の氏名を公表していない[52]。

#### その他
- 福島第一原子力発電所事故を受けて、主として福島県内の各地に、空間放射線量を測定するためのモニタリングポストが設置されるようになったが、このモニタリングポストが投石などを受けて壊される被害が、福島県内の郡山市・本宮市・いわき市などで相次ぎ発生しており、福島県警が器物損壊事件として捜査を行なっている[53]。
- 原発事故の除染事業で、作業人員を厚生労働大臣の許可を得ないで派遣していたとして、暴力団関係者らが労働者派遣法違反容疑で逮捕された[54]。
- 震災や原発事故で被災し、仮設住宅に居住する避難者が、所有する自動車を破壊される事件が発生した。また、仮設住宅の住民の神経を逆撫でするかのように、「被災者は帰れ」などの誹謗中傷の落書きが見付かったりしている[55]。
- 津波で漁業監視船が被災して監視が手薄になったことなどに乗じ、他地域からやって来た密漁者が、大量のアワビを密漁した事件があった[56]。
- 北海道旭川市のNPO法人「大雪りばぁねっと。」が、岩手県山田町から緊急雇用創出事業の受託を受けていたが、受け取った事業費のほとんどを私的流用していたことが明らかになり、代表理事が岩手県警察から業務上横領容疑で家宅捜索を受けている[57]。また、この法人は、2012年12月に従業員を大量解雇したことで、団体交渉を求められるなどしていた[58]。
- 山口組系暴力団員が、福島第一原発事故の除染作業に作業員を違法派遣し、逮捕される事件があった[59]。
- 被災地から住民が避難し、空家になった家屋に対する放火事件も発生している[60]。
- 除染作業で生じた廃棄物を不法投棄していた例があり、業者の責任者が逮捕されたケースもある[61]。
- 東日本高速道路が発注した、震災で被災した高速道路の道路舗装工事で、談合が行われていた疑いが出ており、公正取引委員会が私的独占の禁止及び公正取引の確保に関する法律（独占禁止法）違反などの疑いで、NIPPOなど13社の舗装業者の捜索に乗り出した[62]。
- 震災で被災した農業用施設整備の入札を巡り、談合が行われていたとして、2015年に公正取引委員会が、農業設備メーカー7社に対し立入調査を実施した[63]。
- 震災による津波被害を受け、保存が検討されている宮城県山元町立中浜小学校の跡地に侵入し、サバイバルゲームを行っていた若者数名が、宮城県警察から軽犯罪法違反容疑で書類送検された[64]。
- 原発事故の避難指示が解除された福島県浪江町の一部地域において、農作物を守るために、住民が仕掛けた罠にかかったイノシシを、何者かが故意に逃がす事件が相次いでおり、住民が帰還後にイノシシに襲われる可能性があるとして、町が地元警察などに相談している[65]。
- 原発事故で売り上げが減少したと装い、東京電力から多額の現金を騙し取ったとして、温泉施設の経営者らが逮捕されている[66]。
- 震災で津波被害を受けた宮城県南三陸町にオープンした商店街に、2020年8月に、2019新型コロナウイルスに関連したと見られる落書きがされているのが発見された[67]。
- 津波などにより石巻市内だけでも2万台超える被災車両が発生し、各自治体でそれらの処分が問題となった。そのような状況のなか、被災者から買い取った被災車両を、作業に必要な自治体許認可を得ないまま解体したことで使用済自動車の再資源化等に関する法律（自動車リサイクル法）違反容疑での逮捕者も出た[68]。
- 2024年ごろ福島県双葉町の“帰還困難区域”に侵入したと思われる動画がネット上に投稿された。[69]撮影した外国人は「福島で起きた震災を世界中の人に知ってもらいたい。日本人を怒らせるつもりはなかった」とメディアの取材に対して答えている。帰還困難区域に侵入する行為について双葉町は、「町民が不安にならないよう警察などとも連携し、パトロールを強化していく」としている。

### 全国的に発生している犯罪

#### 募金詐欺
「募金詐欺」と呼ばれる、募金活動の名を借りた犯罪行為も発生し、逮捕者も出ている。電話で親族などを騙る「振り込め詐欺」や、インターネット上で騙すものも発生した。

#### 募金の窃盗・強盗・恐喝
募金箱を窃盗した事件や、募金を奪う強盗致傷事件・恐喝事件が発生した。
- 募金箱の盗難を防ぐ為、または被害を最小限にする為に、募金箱を店員が常時いる所に設置、高額募金の場合は取り出し金庫に保管、また回収スパンを短くするなどの対応が行われている[78]。

#### 物資の窃盗
- 愛知県の一宮市（3月21日）と豊田市（22日）で、農協の枯れ草を乾燥させる為の燃料の灯油が盗まれる事件が、相次いで発生。震災との関係が疑われた[79][80]。
- 2011年4月、千葉県で民家に窃盗に入った中国人の男3人が逮捕された。犯人は震災後、航空券の相場が高騰したため、帰国せず日本に留まっていたと供述した[81]。
- 2011年5月、2010年11月から2011年3月まで、関東地方で空き巣60件を繰り返した疑いで、中国人の男2人を逮捕した。犯人は震災のため一時、中華人民共和国に帰国したが、5月に再入国して逮捕された。取り調べで「日本ももう大丈夫だろうと思った。お金がないから、日本に行ってなんとかしなきゃと思った」と供述している[82]。

#### サイバー犯罪
日本赤十字社などを騙る「フィッシング詐欺」サイトや、災害情報を装った「ウイルスメール」などの存在が確認されている。
- トレンドマイクロ社は、サイバー犯罪に対しての注意喚起を行っている（ユニセフを騙って寄付を促す「スパム・メール」など）[86]。
- 情報処理推進機構では、具体例を挙げて注意喚起している[87]。
- アメリカでも、今回の震災関連のネット詐欺が確認され、FBIが注意喚起している（マルウェアに感染させる添付ファイル・リンクを仕込んで個人情報を盗むものや、偽チャリティーサイトなど）[88]。
- 茨城県守谷市・小美玉市・取手市・龍ケ崎市・日立市・鹿嶋市・宮城県仙台市などで2021年3月11日に実施予定だった、震災発生時刻に合わせての黙祷などの行事が、市役所に爆破予告のメールが入ったことで中止となる事件があった[89][90][91]

#### 密航
- 大韓民国の釜山市で3月21日、震災の混乱に乗じて日本に密航しようとする事件が発生した[92]。

#### 各種復興支援制度・事業を悪用もしくは詐称した犯罪
- 震災関連の損失があったように装い、国から震災特例助成金（主として雇用調整助成金）を騙し取る企業が存在する[93]。
- 震災復興支援事業を行っているように騙り、建設会社等に工事参入を持ちかけて資金協力を求め、現金を騙し取る社団法人が存在する[94]。
- 複数の詐欺被害者に対し、被害回復のためであるとして、震災の被災地支援を名目に、震災と原発事故の被災地に位置する山林を、通常価格の約1,000倍で購入させる詐欺事件が、2012年以降に相次ぐようになっている[95]。
- 福島第一原発事故で風評被害を受けたと偽って、東京電力から賠償金をだまし取っていたとして、NPO法人の職員が詐欺容疑で逮捕された[96]。また、この職員から報酬を受け取った上で、不正請求に関与したとして、東京電力の社員1名が書類送検された[97]。
- 東日本大震災の被災者になりすまして、生活保護費をだまし取った名古屋市の元学校職員が再逮捕された[98]。
- 工場で使う業務用大型プリンターや付属品33件の購入費用を、水増しして請求し「ふくしま産業復興企業立地補助金」を不正に受け取った[99]。

#### その他
- 震災で生じた瓦礫の受け入れを表明したり、また実際に受け入れを開始した自治体やその首長に対し、脅迫などの嫌がらせが行われているケースがある[100][101]。
- 被災者を装い、架空の名前で岩手県大船渡市に在住していると申告し偽名で銀行口座を不正に開設する事案も発生した[102]。
- 六甲山の山頂付近に、同震災と阪神・淡路大震災の犠牲者の鎮魂のため兵庫県勤労者山岳連盟が設置した木柱に、黒ペンキがかけられているのが2017年6月に見つかった[103]。
- 震災での仮設住宅購入を騙る特殊詐欺事件が全国的に発生し、大阪地方検察庁が被害金の返還の手続きを行っている[104]。

## 問題行為
犯罪ではないものの、問題視される行動（「デマ」・「チェーンメール」、「買い占め」など）も発生したため、公的機関などが以下のような対策を講じている。
- 国民生活センター - ホームページ上に震災関連のページを作り、「正しい情報を発信している各問い合せ先」をまとめて提供[105]。
- 総務省[106]、迷惑メール相談センター（日本データ通信協会）[107] - ホームページで悪質なメールの実例を挙げて、注意を喚起。
- ACジャパン - 臨時テレビCM『今、わたしにできること。』で（節電と共に）、「デマへの冷静な対応」と「買い占めの自粛」を呼びかけ[108]。

### 被災地で発生している問題行為

#### 避難所で発生している問題行為
- 震災直後の、まだ救援物資が全く届かない時期には、食料不足から、後から避難所にやって来た市民を追い出そうとする行為も出始めていた[109]。
- 避難所生活が長期化してくると、プライバシーが乏しいなどのストレスにより、食料不足が原因ではないトラブルも発生してきている。「食事の量の多寡」「手伝いに対する代償がない」などで、避難者間でトラブルが発生した事例が報道されている[110]。

#### デマ情報
被災地域では、情報不足などが原因で、治安・ライフライン・健康などに関わるデマ情報が流れている。
- 福島県浪江町の帰還困難区域で2017年4月29日に発生した山火事について、「放射性物質が飛散する」などの内容がインターネットなどで拡散したほか、紀伊民報の編集局長も、コラムにおいて同様の趣旨の記述を行ったが、その後杞憂であったと陳謝している[112]。なお、陳謝は記事によって迷惑を受けたことに対するものであり記事内容は訂正していない、との事である[113]。

関係各所の対応
- デマの放置は、関東大震災時の本庄事件（埼玉県）・福田村事件（千葉県）などの様な、重大事件発生に繋がる可能性があることから、宮城県警察では3月25日にデマ情報をまとめたチラシを市民に配布。惑わされないよう、冷静な対応を呼びかけた[114]。
- 警察庁や各警察本部でも、特に悪質なデマ28件を削除するようインターネット掲示板などの管理者に求め、11件（4月1日の時点）が既に削除された[115]。また、デマを流した人物を特定した場合は、名誉毀損や偽計業務妨害の容疑での立件も示唆した[116]。
- 総務省は4月6日、インターネット関連の通信各社に対して、震災・原発事故に関連した流言飛語の自主的な削除を要請した[117]。

#### 便乗ごみ
宮城県仙台市では、一般家庭において地震で壊れた「震災ごみ」の回収を行っているが、それに便乗して、（震災とは関係のない）「通常ごみ」「事業ごみ」「危険物」などを持ってくる人が出ている。

#### 暴力行為
岩手県内で鉄パイプを持った自警団が、火事場泥棒らしき相手に過剰な暴力を振るったとの報道が存在する。なお、ビートたけしは『情報7days ニュースキャスター』（3月19日）にて、火事場泥棒行為に対して「撃ち殺していいと思うんだよね」とコメントしていた。

#### 精神的被害から起きた行為
- 震災自殺も参照

地震後には精神的な面で被害をこうむってしまったため、それが問題行為を起こす原因となっている場合がある。4月9日には千葉県市原市の男性が精神的に不安定になったため自宅に火を放って自殺している。また、内閣府の調査によると、震災関連の自殺が6月だけで16人に上ったという。

#### 放射能関連
震災後の福島第一原子力発電所で命を懸けて作業に当たっている人員に対しての扱いが酷いという報道が存在しており、扱いに不満を持った作業員に対して「死ね」とまで発言した親会社の社員が存在する。また、東電幹部が危険な要求を行っている事などから現場では不満が溜まっており、ボイコット寸前にまでなることもあると報道されており、4月5日のテレビ電話での会議中には、所長が東電幹部に対して「もう、やってられねぇ!」などと発言するまでになった。
さらに2013年春以降になって東電が、原発事故で避難した社員に対して、支払った賠償金を事実上返還するよう要求するケースが多発していることが、2014年に入って判明しており、中には、原子力損害賠償紛争解決センター（原発ADR）による和解案を拒否するケースも出ている。これらの返還請求が出て以降、復旧作業に関わる社員の退職が相次いでいるとされ、復旧作業への悪影響が懸念される状況となっている。また、東電が、立入制限区域から転居した社員に対しては賠償を打ち切る内容の独自の基準を定めていることも判明している。
他、福島第一原発事故での避難中に死亡した住民の遺族に対し、原子力損害賠償紛争解決センターが東電寄りにルールを定めることにより、賠償額を半額に抑え込んでいたことが、一部メディアの報道により判明している。和解を迅速化させるために、センター側が東電に賠償額を受け入れやすいようにしたためとされており、強い批判が出ている。
4月6日には、福島県田村市（福島第一原発の半径30km圏内）の国道288号沿いで、放射性物質の付着した防護服が不法投棄されているのを確認。
5月には、東京・お台場で日本赤十字社の移動献血会場にて、福島第一原発近くのいわき市から来た男性が「放射線で遺伝子が傷ついているかもしれない」という説明とともに採血を断られ、その対応の仕方が問題視された。
2011年12月に、原発の復旧工事において、東電の下請会社ビルドアップの役員が、作業員の被曝線量を少なく見せ掛ける目的で、線量計に鉛製の板を被せるよう指示していたことが明らかになっている。厚生労働省は、労働安全衛生法違反の疑いがあると見て、実態調査に乗り出している。
また、原発事故の作業員らについて、手足が高線量で被曝しているにもかかわらず、東電は事故発生から2-3か月間にわたり、放射線測定を胸部のみで実施していたことが、2013年に入って発覚している。東電は「胸部のみで十分に線量管理はできていた」と主張しているが、専門家や有識者らからは問題視する意見が多く出ている。
田村市・楢葉町・飯舘村の3市町村において、除染作業で生じた土壌や枝葉などについて、河川に投棄されるなど不適切な処理が行われているとの指摘が出ており、環境省が、放射性物質汚染対処特別措置法に違反する疑いがあるとして実態調査に乗り出している。
また、国直轄の除染作業について、環境省が放射線影響協会に対し、除染を行う事業者に被曝線量データを送付させるよう2012年に合意したのにもかかわらず、同省は事業者への指示を徹底しなかったため、データが全く届いていないことが判明している。
原発事故の警戒区域で、行方不明者の捜索に当たった自治体の職員に対し、行政が線量計を持たせていなかった事実も判明している。
栃木県那須町が独自に実施した住宅除染作業において、同町内の建設会社が、アルバイトの高校生に除染作業を行わせていたことが判明し、同町は労働基準法に抵触の可能性があるとして、大田原労働基準監督署に報告。
福島第一原発内部での瓦礫処理作業において、放射性物質を含んだ粉塵が原発周辺に飛散しないよう散布するための飛散防止剤を、メーカー推奨の希釈量よりも10倍以上に希釈するよう東電が指示していたことが判明し、これによって2014年夏に、放射性物質の飛散が発生したものと見られている。原子力規制庁は東電に対し行政指導を行った。
飯舘村を拠点に、イヌの保護活動を行っているボランティア団体「福光の家」が、イヌの引き取り手を探すために「末期癌のイヌ」とFacebookに投稿していたことが判明し、イヌを引き取った里親らから「偽りの情報で同情を集める手法はおかしい」などの批判の声が相次いでいる。
林野庁は、2012年から2014年にかけて、福島・茨城・群馬の3県で、国有林の除染を実施したが、それに掛かった費用約2億4,300万円について、東京電力に対し請求していなかったことが、2016年になって会計検査院の調査により判明している。林野庁は「ノウハウが解らなかった」と弁明している。
原発事故の汚染水対策において2014年に、多数の外国人労働者が、東京電力による偽装請負が疑われる形で任務に就いていた可能性が、2016年11月7日付の新聞報道で指摘された。
原発事故の福島県内での除染事業の費用について、安藤ハザマが同社の下請各社に対し、書類を改竄させることで、自治体に水増しして請求させていたことが、2017年6月9日に明らかになった。
福島県内の除染作業を統括していた清水建設の執行役員が、除染の下請業者に対し、福島県内にある自らの実家の雪下ろしと草むしりをさせていたことが判明した。
2018年3月には、技能実習制度により来日したベトナム人男性が、岩手県の建設会社によって、原発事故の除染作業に従事させられたことを明らかにした。法務省入国管理局などは「実習の趣旨にそぐわない」としている。
帰還困難区域に於ける建物の解体工事で生じた鉄スクラップなどについて、放射能濃度が未測定のものを、一部の作業員が無断で現場から持ち出し、業者に売却していたことが明らかとなり、環境省は福島県警察に相談している。

#### その他
- 福島第一原発事故の周辺警戒のため、被災地に応援派遣されていた兵庫県警察の警察官数名が、宿泊先のホテルで、後輩の警察官を全裸にしたり手錠をかけたりして写真撮影し、懲戒処分を受けるという事件があった[145]。
- 震災による津波被災により宮城県南三陸町が災害危険区域に指定したエリアに所在する水産加工工場に、工場を運営する会社が外国人技能実習生を住まわせていたことが明らかになり、津波の知識に乏しい技能実習生を住まわせることに批判が出ている[146]。
- 2021年以降福島県双葉町で復興庁の委託で防犯パトロールを行っている巡回員十数名が、業務中に私有地に無断で立ち入って果物や山菜をとったり、勝手に写真を撮影し、SNSに投稿するなど、不適切な行為を繰り返していたことが判明した。これを受けて復興庁は関わったすべての巡回員を2023年11月23日付けで業務から外した。

### 被災地外で発生している問題行為

#### チェーンメール
地震に関連するチェーンメールが日本国内で出回り、Twitter上でも事実確認をせずに行われたリツイートによって、デマが拡散してしまう例があった。
以下については、デマとされている情報である。
- コスモ石油千葉製油所の火災に関連して、「火災で発生した有害物質が雨として地上に降る」としたメールが出回った事実が3月12日に明らかになり[148]、同社のウェブサイトにメール内容を否定する文章が掲載された[149]。
- 福島第一原子力発電所事故などに関連して、「節電を呼びかける」メールが出回った事実が3月13日に明らかになった[150]が、電力会社ではチェーンメールを回した事実は無いとホームページなどで注意を呼びかけた（参考 - [151]）。
- 北海道内でも「節電要請」「安否情報」「支援物資要請」などのメールが出回っていることが、3月16日に報じられた[152]。
- 宮城県石巻市で援助活動を行っているピースボート[153]が、福島県いわき市で「物資横流し」や「物資の意図的な停滞」を行っているという噂が3月31日頃に流布され、これに対しピースボート側はTwitterの公式アカウントなどで否定している[154][155]。

チェーンメールに関連して3月12日に、枝野幸男内閣官房長官が国民に注意を呼びかけた。
フィリピンなど東南アジア各国でも、原発に関するチェーンメールが出回った。また韓国では、3月15日に流れた「放射能物質が、早ければ午後4時に韓国に到着」というデマによって、株価が暴落。これを受け（韓国の）金融監督院が、警察庁サイバーテロ対応センターに捜査依頼。17日、最初にデマを発信したとされる容疑者が特定され、検挙された。

#### 買い占め

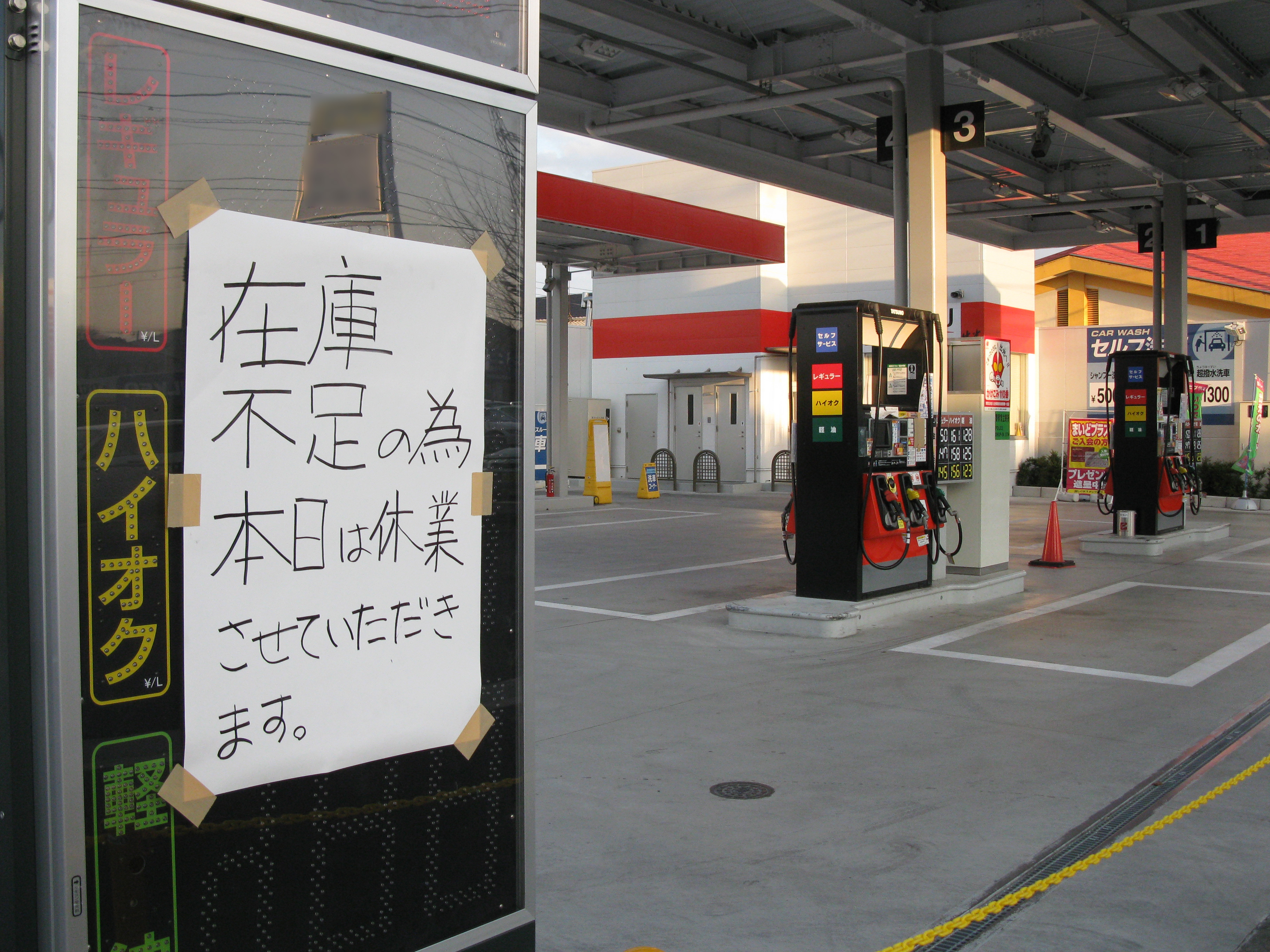
ガソリンが売り切れた店も発生した
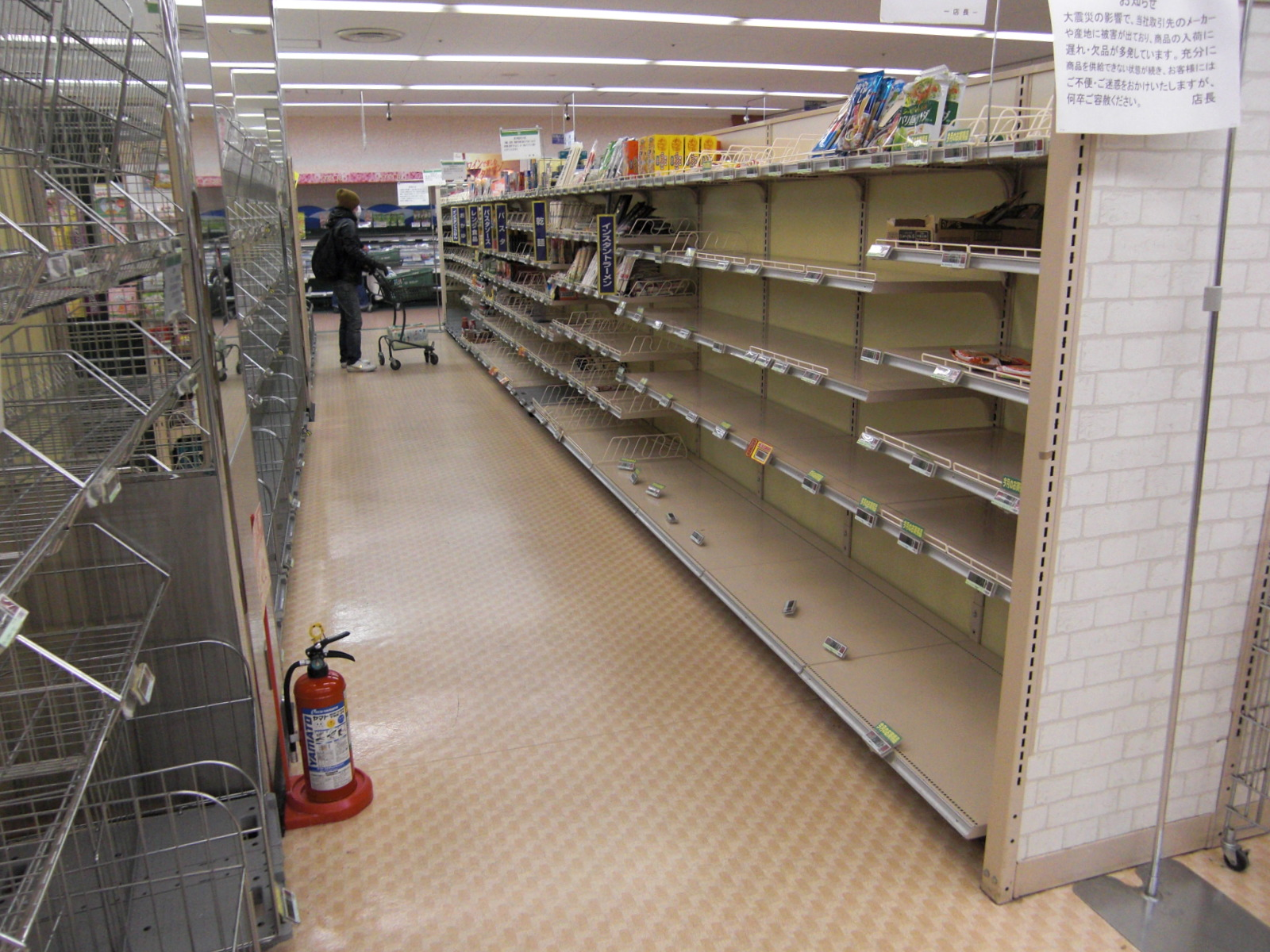
品物によっては売り切れる物もあった
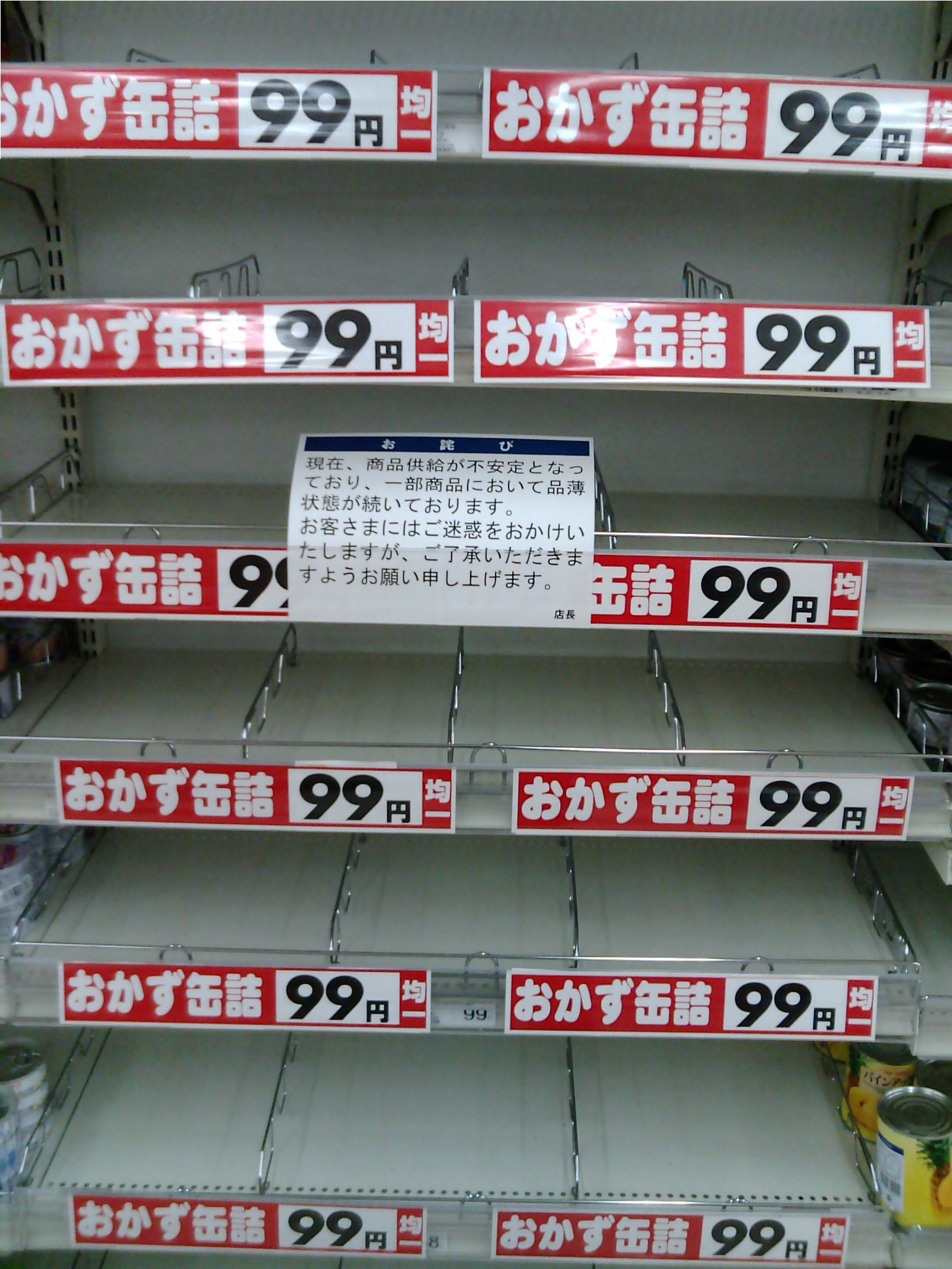
商品不足は被災地以外でも発生した
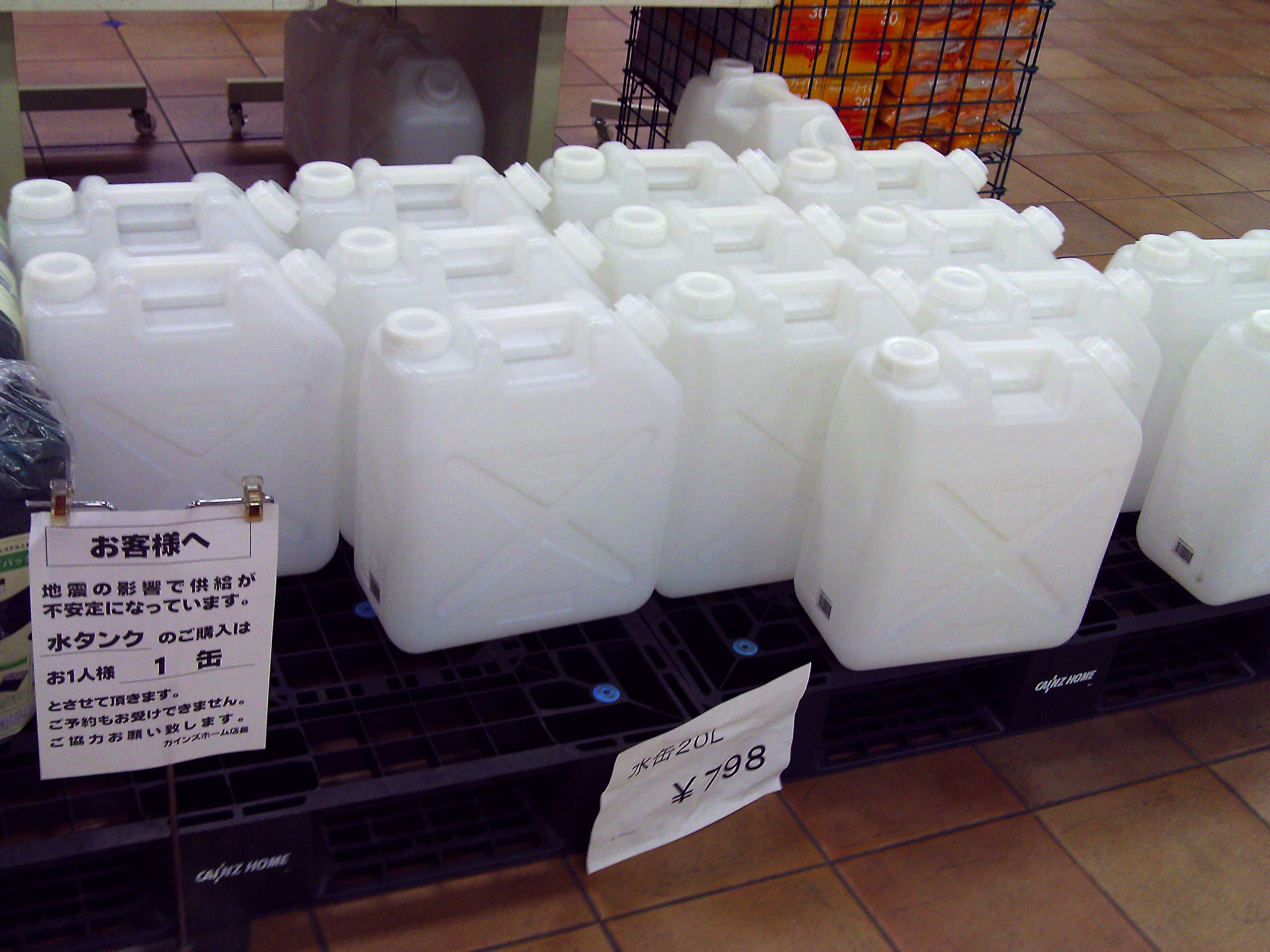
購入点数を制限して対応する店も
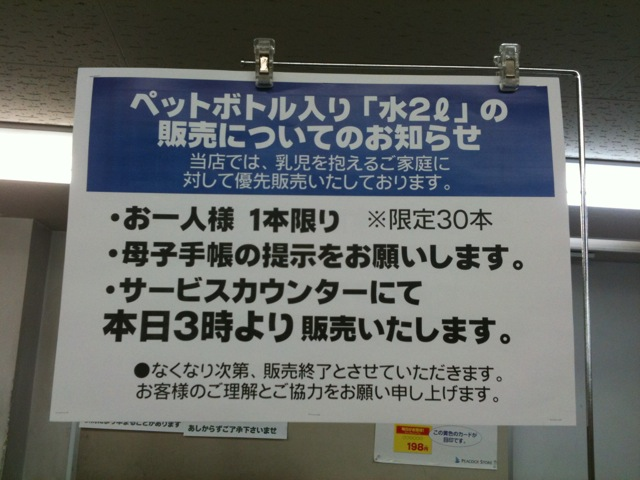
「母子手帳の提示をお願いします。」

震災に関連して、一部商品で買い占め問題が発生した。具体的な商品は非食料品は乾電池・ティッシュペーパー・トイレットペーパー・紙おむつ・ガソリン携行缶など、食料品では、飲料水・米・カップラーメン・缶詰・納豆などである。
商品不足に関しては、「被災地に送る為」「流通の混乱」も一因としてある。
買い占め問題に関連して、3月14日に消費者庁が監視を強化。3月17日に、枝野幸男内閣官房長官が「買いだめを控える様に」呼びかけ、場合によっては強制策をとることに言及した。また、政府は品薄商品の増産の要請や、備蓄放出などの対応をした。
- 水 - 放射性ヨウ素汚染問題（東京都は3月23日）の影響も加わり、需要が急増した[170]。これに対し、母子手帳を提示した客に、優先して水を販売するスーパーマーケットも出た[171]。消費者庁が特別に認可したことを受け、被災地向けに限り「ラベル無し商品（ペットボトルのミネラルウォーター）」の製造も、一部で行なわれた[172]。また、韓国からの輸入も行われることになった[173]。
- 乾電池 - 輪番停電（計画停電）の実施が発表された直後から、さらに品薄となり、Yahoo!オークションでも高騰した。インドネシアやタイ王国で、本来世界向けに製造している製品を、日本国内向けに振り向けて出荷することになった[174]。

買い占め行為は、日本国外（アメリカ西海岸で「ヨウ素剤」、中国で「ヨウ素入り塩」など）でも発生した。中国の場合は、デマに基づくものでもあった（日本における「うがい薬」のデマと同様）。

#### 問題発言
本震災発生後になされた、本震災に関する著名人の発言のなかには、「不適切」との批判が寄せられるなど物議を醸すものもあった。なかでも、災害時にしばしば起こる超自然主義的な思想や宗教的思考に基づく発言は、本震災でも論議を呼んだ。
- 東京都知事であった石原慎太郎[179]
- 国民日報の発行人[180]でもあった韓国の牧師 趙鏞基（チョ・ヨンギ）[181]
- 趙の義弟で同じく牧師の金聖光（朝鮮語版）（キム・ソングァン）[182]
- 米国のプロ・バスケットボール選手キャッピー・ポンデクスター[183]
- 米国のトーク番組司会者グレン・ベック[184]
- イタリア学術会議（イタリア語版）の副会長であった歴史学者ロベルト・デ・マッテイ（イタリア語版）[185][186]
- シー・シェパードの代表ポール・ワトソン[187]
- フジテレビの「（原発事故の際の官房長官の会見中に）また原発の話かよ、ふざけんな」「笑えてきた」と男女音声が漏れる
- 「ドック・オブ・ベイ」は今の日本ではヒットしないなどと洒落のめした当時ミシシッピ州知事であったヘイリー・バーバー（英語版）の報道官は辞任に追い込まれた[188]
- 「日本はものすごく進歩した国だ。海に行かなくとも海のほうがやってくる」などのブラック・ユーモアを連発した米国のコメディアン ギルバート・ゴットフリードはアフラック社との契約を即刻打ち切られた[189][190]。
- 大阪府議会議長であった長田義明の「この地震は天の恵み、起こって良かった」[191]
- 米国の脚本家アレック・サルキンの「日本での地震に対する気持ちを和らげたいなら『真珠湾攻撃の死者数』と検索してみて」[192]
- 米国の経済評論家ラリー・クドローの「経済への損害より犠牲者のほうがひどいようで、これには感謝してもよい」[193]
- 韓国京畿道知事であった金文洙（キム・ムンス）の「（日本とは違い）朝鮮半島を守ってくれる神や先祖に感謝する」[181]
- 李明博の実兄で韓国国会議員の李相得（イ・サンドゥク）の「（日本に送る）水や奉仕団に太極マークを付ければ効果的」[194]
- 金原久雄・愛知県蒲郡市長の「歴史的に大津波が多数来ている所に家が建っているのはおかしい」
- 武田邦彦・中部大学教授の「（被災地の）肉や野菜を食べると健康を害する」
- 鉢呂吉雄・経済産業相（当時）の「（福島は）死の町」
- 2011年に大分県由布市で行われた『牛喰い絶叫大会』での近藤和義・大分県議による「セシウム牛はいりません」[195]
- 早川由紀夫・群馬大学教授の「福島県の農家はオウム真理教と同じことをしている」
- 山内知也・神戸大学大学院教授の「（瀬戸孝則・福島市長について）行政は動かないが、福島市長は正しいことをしている。山形市に住んだ上で、公用車で毎朝通っている」
- 庭山由紀・群馬県桐生市議のTwitterで「（地元に）献血車が止まっているが、住む人の血がほしいか」
- 今村雅弘復興大臣は、自らが所属する派閥の総会で「（震災が）東北だったから良かった」との旨の発言をし、不適切発言との批判が多数出たことを受け、復興大臣を辞任した[196]。

著名人のみならず、一般人による発言のなかにも社会的に物議を醸したものがあった。
- 狂信的なキリスト教右派を装った女性による「私達が無神論者を目覚めさせてと祈ったら、神は日本という国を揺るがしたわ」と歓喜する釣り動画[197]
- カリフォルニア大学ロサンゼルス校の女子大生による「津波で家族の安否を確認しているのだろうが、電話するなら図書館の外に出てくれても良くない？」と、アジア人学生のマナーの悪さをあげつらう動画[198]
- 米国、韓国、中国から、真珠湾攻撃や日韓併合など、過去の日本の行為の報いとして、震災を喜ぶ投稿[199][200][201][202]
- 関西学院大学の外国人非常勤講師が、2014年の大学での講義中に、福島県出身の学生に対し「放射能を浴びているから、電気を消すと光るかと思った」と発言していたことが判明し、同大学は被災者への配慮に欠けた発言であるとして、この講師を減給3カ月の処分にした[203]。
- 埼玉栄高校の生徒とされる人物が2023年3月頃にSNS上に震災の被災者をやゆする動画を投稿し、本校HPに謝罪文が掲載される事態となった。[204]

このほか、日本では震災以後「頑張れ」や「頑張ろう」など、励ましの言葉がマスメディアなどで多く用いられたが、これに対し被災者から「かえって苦痛」との声が挙がるなど問題視する意見も出たり、被災者以外からも「やかましい」という意見が出たりした。

#### 過度の自粛
震災後に起きた（計画停電の関係もある）自粛ムードに対し、各所から経済的影響が指摘されている。
- アメリカの新聞『ニューヨーク・タイムズ』（3月28日の紙面）では、「津波後の日本は、自粛という強迫観念に襲われた」という見出しの記事を掲載。贅沢な活動が非難される過剰自粛ムードを指摘し、国民経済への悪影響を懸念した[206]。
- 日本国内でも、おちまさと、堀江貴文らが過剰な「自粛」「不謹慎」ムードへの疑義を表明している[207]。
- 小田嶋隆[208]、乙武洋匡[209]らは、他者からの強要・しがらみによる自粛は「他粛」ではないかと指摘している。
- ソメイヨシノの花見・宴会に関して、東京都管理の一部公園で3月25日に宴会自粛の看板が出されたことで、行政・民間（被災者側からも）から、様々な意見が出た。後に看板の撤去も行われた[210][211]。
- 神奈川県横浜市が公立小中学校の学校給食において2021年3月11日に赤飯を卒業・進級祝いの名目で提供する予定であったところ 一部の学校関係者から「不謹慎」「非常識」「不適切」だという意見が教育委員会に殺到した為、市は同日の赤飯を他の献立に差し替える対応を行った。同様の問題は、2016年の埼玉県吉川市の学校給食でも発生した[212]。 これに対して作家の乙武洋匡氏は3月16日Twitterで《表層的なことにしか目が向けられない大人たちのせいで、みなさんの卒業に水をさされてしまいましたね。こんな声が届くかわかりませんが、卒業おめでとうございます》と発表している[213]。ちなみに慶事的な演出を批判するのは映画「Fukushima 50」でも目隠し用につけた避難所の紅白幕をはずせと詰め寄るシーンがある。

- 自粛の理由としては、「不謹慎」の他に「節電」「その分を義援金に回す」が挙げられた[214]という指摘もある。

#### 古着問題
北海道南西沖地震（1993年）などでは、救援物資として古着が大量に送られて問題となったが、今回は各団体側が募集対象を「未使用のものに限定」しているケースが多かった。しかし、全てを防ぐことはできなかった。

#### 放射能関連
- 福島県から避難した人は「放射線を浴びている（被曝している）恐れがある」ことから、「いじめ」という形で嫌な思いをさせられている子供が存在する[217]。
- 放射線被曝が原因で元気な子供が生まれなくなるという懸念から、福島県出身者の結婚が破談になっている[218]。
- 原子力発電所や計画停電などの事柄に不満を持った人が内幸町の東京電力本店へ石を投げ込む、電力館の壁へ「反原発」と落書きするなどといった形で嫌がらせをすることで東電社員が被害を受けている[219]。台東区の上野支社では2度にわたって、「原発反対」「ふざけるな」とペンで書かれた紙パック入り乳飲料が通用口に投げつけられた[220]。
- 茨城県つくば市が、放射線の影響を調べる「スクリーニング検査」の受診証明書類の所有確認について仙台市からの転入者の男性に対し求めたところ、男性側から苦情が出、つくば市側が謝罪する事態になったほか、神奈川県で受診証明書類を持たない事を理由に福島県からの転入者の70代の女性が介護施設への入居を一時的に断られる事態が発生するなど、日本各地の被災者の転入先で証明書類の所有の有無を巡ってトラブルが起きている[221]。
- 原子力発電所で作業に当たる人材を募集するに際しての問題点が発生しており、求職者には別の業務であると内容を表示して人員募集を行って集めたものの、実際は原子力発電所での作業員であったとの事態が存在する[222]。東京電力は作業員の日当として10万円を支払っていたものの、それらの大部分を下請け会社が中間搾取（ピンハネ）しており、作業員の中には日当8千円しか得られていなかったという事態が存在している[223]。
- 滋賀県高島市の琵琶湖岸で、放射性セシウムが大量に含まれた木材チップが大量に放置されているのが見つかった。放射性セシウムの含有量が、滋賀県が公表した値の4倍にもなっていたことが、NPO団体の調査で判明している[224][リンク切れ]。周辺住民や環境学者らは2014年1月30日に、廃棄物処理法違反容疑での告発状を滋賀県警察と大津地方検察庁に提出している[225]。
- 福島第一原発事故で生じた放射性物質の拡散を防止する林野庁の事業を、国際航業など4事業者が、地形調査目的などでの飛行時間を水増しする手口で、復興予算から約7,000万円を不正受給していたことが、2014年10月に会計検査院の指摘により判明している[226]。
- 東電が原発事故の汚染水対策として国費を用いて設置した除染装置などの施設が、故障などにより運転中止もしくは廃止となり、約686億円が無駄な支出となっていたことが、会計検査院の調査で2015年に判明している[227]。
- 原発事故で福島県から横浜市へ自主避難した児童が、転校先の小学校で「補償金を受け取っているだろう」などと言われ、金銭を恐喝されるなどのいじめを受け、中学校入学後も不登校が続いていることが判明した[228]。
- 前述と同様な事情で、福島県から新潟県へ自主避難した児童が、同級生から「菌」を付けた呼び方をされたことを、クラス担任の教諭に相談したが、当該の教諭からも「菌」付けで呼ばれていたことが明らかになった[229]。

#### その他
- 震災に関連して生じた損失を、取引先などに押し付けようとした（例:損壊した商品を納入業者に修理させようとしたなど）企業が存在し、公正取引委員会が注意を行ったことを明らかにしている[230]。
- 福島第一原発事故の復旧工事で、東京電力から工事を請け負った清水建設の社員が、下請会社と共謀し経費を水増し請求する内容の不正行為があったことが明らかになった[231]。
- 震災の復興特別税などを原資とした国費が、復興事業に参加したゼネコン（清水建設、安藤・間、大成建設など）の支店の幹部らに提供する目的で、各社の複数の下請会社によって裏金として捻出されていたことが、2020年7月27日に朝日新聞の報道で判明している[232]。

### マスメディアによる問題行為
いずれも、「不適切な表現」との指摘・抗議がなされ、謝罪があった。
- マレーシアの新聞『ブリタ・ハリアン』 - 3月13日の紙面で、逃げるウルトラマンを津波が追い掛ける風刺一コマ漫画を掲載[233]。
- アメリカの週刊誌『ビジネスウィーク』 - 3月21日 - 27日号の表紙に、亀裂が入った日の丸のイラストが用いられた[234]。
- 台湾のテレビ局「中天電視」 - 上皇明仁・上皇后美智子による3月30日の被災者訪問を、31日のバラエティ番組「全民最大党」の中でコント化して放送[235]。
- フランスのテレビ局「カナル・プリュス」 - 3月中旬に放送された風刺番組で、人形劇で原爆投下後の広島と被災後の仙台の写真を比較して、「日本は（何十年も）復興に向けた努力をしていない」とコメントし、福島第一原発事故の作業員をゲームのキャラクターに例えた場面があった[236]。
- アメリカの新聞『インターナショナル・ヘラルド・トリビューン』 - 4月25日の紙面で、白雪姫と魔女と毒リンゴを用いた、風評被害を助長するような風刺一コマ漫画を掲載[237]。
- 東海テレビ放送『ぴーかんテレビ』 - 8月4日の放送で岩手県産ひとめぼれの視聴者プレゼントのテロップに「怪しいお米」「汚染されたお米」「セシウムさん」という不適切なテロップを出すという放送事故（セシウムさん騒動）が発生した。

また、長野県北部地震（3月12日に発生、暫定マグニチュード6.7、死者は無し）に関する報道が、東日本大震災の陰に隠れてしまい、情報の扱いが小さいということが、一部の報道機関で指摘された。

### 自治体による問題行為
- 復興予算として各都道府県や市町村に配分された公金が、震災復興とは全く関係が無いか、関連が薄い事業に流用されていることが、相次いで明らかになっている。東日本大震災の経済への影響#復旧・復興費用を参照。
- 復興予算などとして日本政府が自治体などに対し支給した約9兆円の交付金のうち、約40%に相当する3兆6,000億円が未執行のままになっていることが、2016年になって会計検査院の調査によって判明している[240]。

### 未然に防がれた問題行為・混乱

#### 帰宅困難者関連
地震発生日（3月11日）の首都圏では、鉄道会社が震災発生後に終日運休し、帰宅困難者が多数出たが、大事故は起こらなかった。行政側の要請や、民間の自主的な協力があった。
- 11日夕方の時点で首都圏の4都県と5つの政令指定都市は、約1万5000の店舗（コンビニエンスストア・ファミリーレストラン・ファーストフード店など）に対し、帰宅困難者への飲料水・トイレ・休憩場所の提供を要請した[241]。
- ホテルや飲食店が無料で自主的に、帰宅困難者の臨時宿泊所代わりとして開放した[242]。

#### 便乗値上げ
中華人民共和国の国営通信社・新華社のニュースサイトでは、「関東地区の小売店においては、食料品・日用品の便乗値上げは見られなかった」と報じられた。
一方、一部の日本の週刊誌では、震災直後の被災地近辺で、小売店における値上げの存在が報じられた。
既に3月11日の時点で経済産業省は、小売り関係10団体に対し「会員企業への混乱防止の周知徹底」を要請していた。